# Seabee

Insignia de la unidad, resultado de la transcripción del sonido en inglés del acrónimo CB (Sea= Mar; Bee= Abeja).

Seabee (de la pronunciación en inglés de las siglas C.B., acrónimo de Construction Battalions) es el apelativo de una unidad de la Armada de los Estados Unidos especializada en obras de ingeniería civil y de construcción. La unidad fue creada a iniciativa del almirante Ben Moreell el 5 de marzo de 1942 durante la Segunda Guerra Mundial, llegando a alcanzar los 325 000 efectivos, operando principalmente en los escenarios de la Guerra del Pacífico (1937-1945).

## Historia

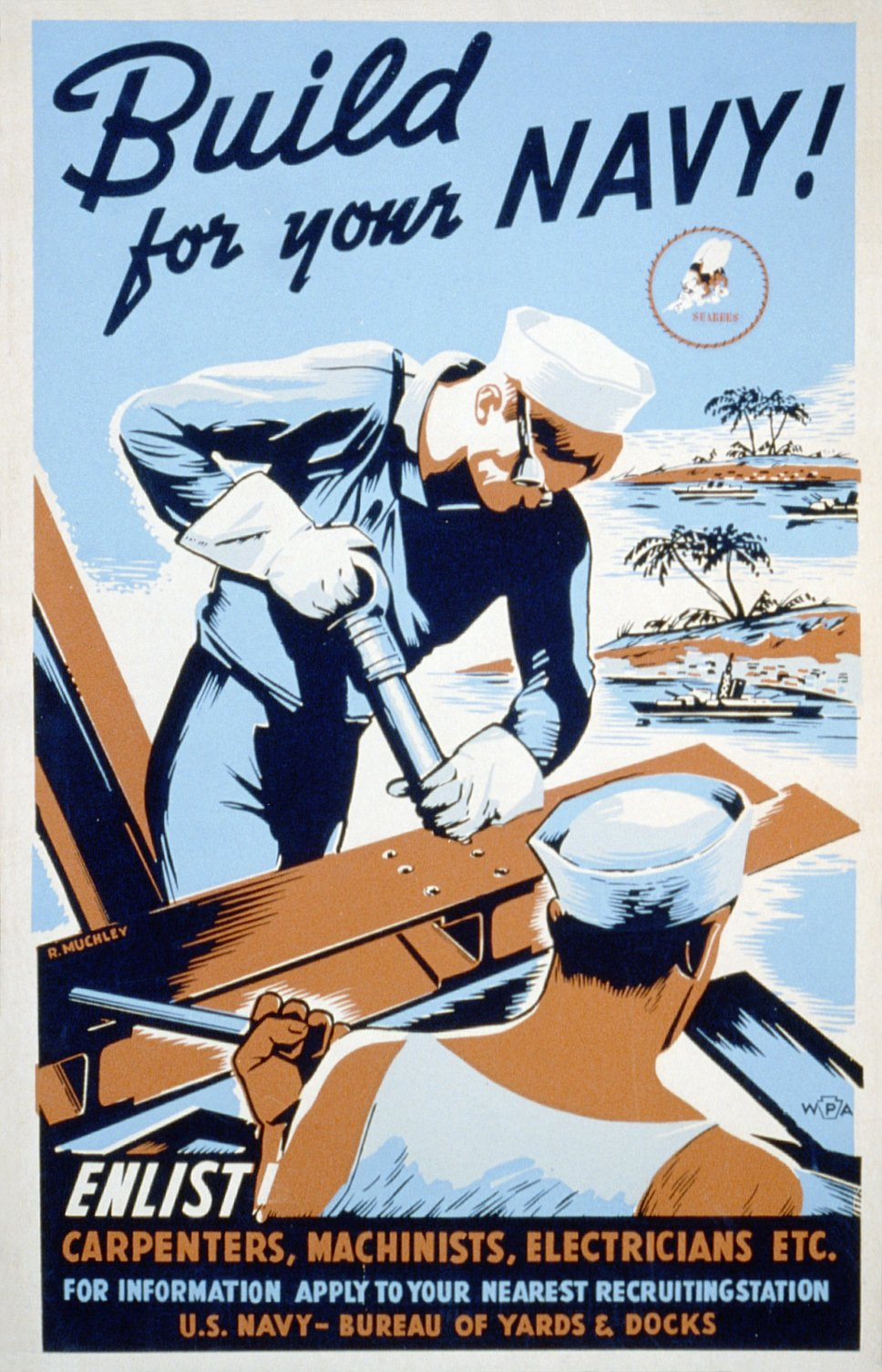
Cartel de propaganda de la Segunda Guerra Mundial para reclutar obreros cualificados en los Seabees.

A finales de diciembre de 1941, pocos días después del ataque a Pearl Harbor que provocó la entrada de Estados Unidos en la Segunda Guerra Mundial, el almirante Ben Moreell le pidió al presidente Franklin D. Roosevelt —a quien había conocido durante la Primera Guerra Mundial cuando éste era subsecretario de Marina— la formación de batallones navales reclutados entre ingenieros, obreros cualificados y capataces de la construcción civil. La propuesta levantó un enorme revuelo porque significaba que oficiales de origen civil tendrían autoridad sobre todos los oficiales y tropa de la Armada asignados a ellos, pero finalmente gracias al apoyo del presidente se formaron los Batallones de Construcción (o CB, por sus siglas en inglés), y que pasarían a conocerse como Seabees (literalmente «abejas de mar») por la pronunciación del acrónimo CB en inglés. El nuevo cuerpo contaría con la divisa ideada por el propio Moreell «Construimus, Batuimus» ('Construimos, Luchamos') y sus miembros serían considerados combatientes por lo que si eran hechos prisioneros por el enemigo tendrían que ser tratados como tales y no podrían ser ejecutados.
Según el Centro Histórico Naval estadounidense, citado por el historiador Paul Kennedy, «los primeros reclutas fueron hombres que habían ayudado a construir la presa de Boulder, las carreteras nacionales y los rascacielos de Nueva York; que habían trabajado en las minas y canteras y excavado túneles del metro; que habían trabajado en astilleros y construido muelles y embarcaderos e incluso transatlánticos y portaaviones… Conocían más de sesenta oficios cualificados».
Antes de ser enviados al frente los reclutas de los Batallones de la Construcción pasaban por un periodo de entrenamiento y de prácticas intensivo. Al terminar la guerra habían formado parte de los Seabees un total de 325.000 hombres, que habían construido infraestructuras militares, la mayoría de ellas en Asia y el Pacífico, por un valor superior a los 10 000 millones de dólares.

## Filmografía
- The Fighting Seabees, protagonizada por John Wayne.